# Sylvia Steiner
Sylvia Helena de Figueiredo Steiner (São Paulo, 19 de janeiro de 1953) é uma jurista brasileira, tendo sido juíza entre 11 de março de 2003 e 2012 da primeira composição do Tribunal Penal Internacional sediada na cidade da Haia (Países Baixos). Foi a única brasileira a exercer essa função.

## Biografia
Nasceu em São Paulo. Tem dois filhos, Carlos Eduardo
e Luís Henrique da Costa Pires.
Bacharelou-se Direito pela Faculdade de Direito, da Universidade de São Paulo, colando grau em 1977. Após exercer a advocacia por cinco anos, ingressou no Ministério Público Federal, em outubro de 1982, por concurso público de provas e títulos, no cargo de Procuradora da República. Promovida por merecimento ao cargo de Procuradora Regional da República, exerceu suas funções até sua nomeação para o cargo de Juíza do Tribunal Regional Federal da 3ª Região. 
Ainda no exercício de suas funções institucionais, foi nomeada Conselheira efetiva do Conselho Penitenciário do Estado de São Paulo, em abril de 1987, tendo sido eleita sua Vice-Presidente por três mandatos consecutivos, e ali oficiando até julho de 1995.
Foi Desembargadora Federal do Tribunal Regional Federal da 3ª Região desde outubro de 1995, cargo para o qual foi nomeada em face de sua indicação em lista tríplice, para ocupar vaga destinada a membro do Ministério Público Federal pelo chamado “quinto constitucional”. Aposentou-se em 31 de julho de 2003 (Decreto de 30 de julho de 2003, do Presidente da República, publicado no DOU de 31 de julho de 2003).
Ao lado de suas funções institucionais, atuou em diversas entidades ligadas à defesa dos direitos fundamentais do ser humano, entre elas a Comissão de Direitos Humanos da Ordem dos Advogados do Brasil, Seção de São Paulo e a Comissão Justiça e Paz da Arquidiocese de São Paulo. Em razão dessas atividades, foi convidada a participar de cursos promovidos pelo Instituto Interamericano de Direitos Humanos, com sede em San José da Costa Rica, entidade acreditada junto à Organização dos Estados Americanos.
É sócia fundadora e foi membro da primeira diretoria do Instituto Brasileiro de Ciências Criminais, com sede em São Paulo. É membro do Comitê Executivo da Seção Brasileira da Comissão Internacional de Juristas. É membro da Associação Juízes para a Democracia.
Em 1999, obteve o título de Especialista em Direito Penal pela Universidade de Brasília. No ano seguinte, obteve o título de Mestre em Direito Internacional pela Faculdade de Direito, da Universidade de São Paulo. É doutoranda em Direito Internacional pela mesma Universidade.
É autora da obra “Convenção Americana de Direitos Humanos e sua integração ao Processo Penal Brasileiro”, publicada pela Editora Revista dos Tribunais. É ainda co-autora das obras “Tribunal Penal Internacional”, publicada pela mesma Editora em 2000, “Direito Penal Empresarial”, publicada pela Editora Dialética em 2001, e “REFIS - Aspectos Jurídicos Relevantes”, publicada no mesmo ano pela EDIPRO. É coordenadora e co-autora da obra coletiva "O Tribunal Penal Internacional: Comentários ao Estatuto de Roma", publicado em 2016 pela Editora Del Rey.
Foi membro da Delegação Oficial Brasileira na Comissão Preparatória do Tribunal Penal Internacional, indicada pelo Ministério da Justiça e credenciada junto à Organização das Nações Unidas pelo Itamaraty. Participou, ainda, da delegação oficial na Conferência de Especialistas Governamentais para Implementação das Leis Humanitárias Internacionais, realizada em 2001, em San José da Costa Rica.
Na semana de 3 a 7 de fevereiro de 2003 aconteceu em Nova York a primeira sessão da Assembleia dos países membros da Corte Penal Internacional com a escolha dos juízes. O Presidente brasileiro Fernando Henrique Cardoso havia indicado Steiner, ainda em 2002, a uma vaga como juíza na Corte Penal Internacional. Ao todo foram escolhidos 18 juízes, dentre os 43 indicados pelos Estados. Dos 43, 10 eram mulheres e 33 eram homens, sendo, do total, 8 vindos da América Latina e Caribe, 10 da África, 6 da Ásia, 12 da Europa Ocidental e 7 do Leste Europeu.
O mandato da juíza na Corte Penal Internacional terminou em 2009, mas permaneceu atuando nesse tribunal  até julho de 2016, quando concluiu o julgamento de Jean Pierre Bemba Gombo, caso por ela presidido.

## Títulos acadêmicos
Sylvia Steiner é bacharel em Direito pela Faculdade de Direito, da Universidade de São Paulo; especialista em Direito Penal pela Universidade de Brasília e mestre em Direito Internacional pela Faculdade de Direito da USP